# Scleria tessellata
Scleria tessellata är en halvgräsart som beskrevs av Carl Ludwig von Willdenow. Scleria tessellata ingår i släktet Scleria och familjen halvgräs.

## Underarter
Arten delas in i följande underarter:
- S. t. sphaerocarpa
- S. t. tessellata